# ماري لويز آسو
ماري لويز آسو (بالإنجليزية: Marie Louise Asseu) (21 نوفمبر 1966 – 7 ديسمبر 2016)، هي ممثلة ومُخرجة ومُنتجة سينمائية إيفوارية.

## وصلات خارجية
- ماري لويز آسو على موقع IMDb (الإنجليزية)